# Entrín Bajo
Entrín Bajo – gmina w Hiszpanii, w prowincji Badajoz, w Estramadurze, o powierzchni 9,74 km². W 2011 roku gmina liczyła 608 mieszkańców.